# Chartreuse de Tückelhausen
 (février 2025).

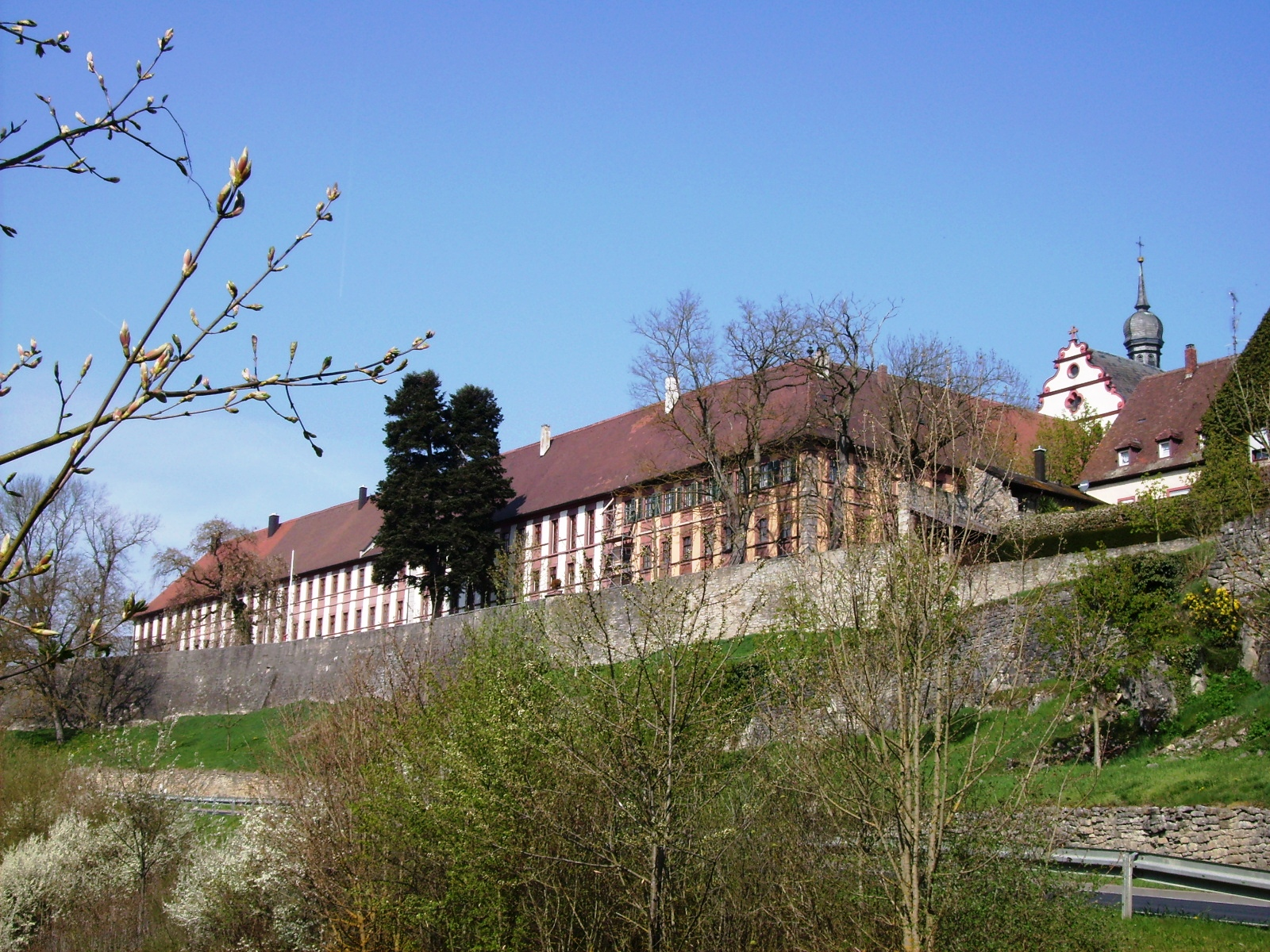
Vue de l'ancienne chartreuse de Tückelhausen

La chartreuse de Tückelhausen est un ancien monastère de chartreux situé en Allemagne à Tückelhausen, localité dépendant de la commune d'Ochsenfurt en Bavière. Depuis la sécularisation intervenue au début du XIXe siècle, les bâtiments de l'ancien monastère sont en grande partie des propriétés privées. Le monastère est en grande partie préservé et donne ainsi une idée des grandes chartreuses franconiennes et du mode de vie des moines.

## Histoire

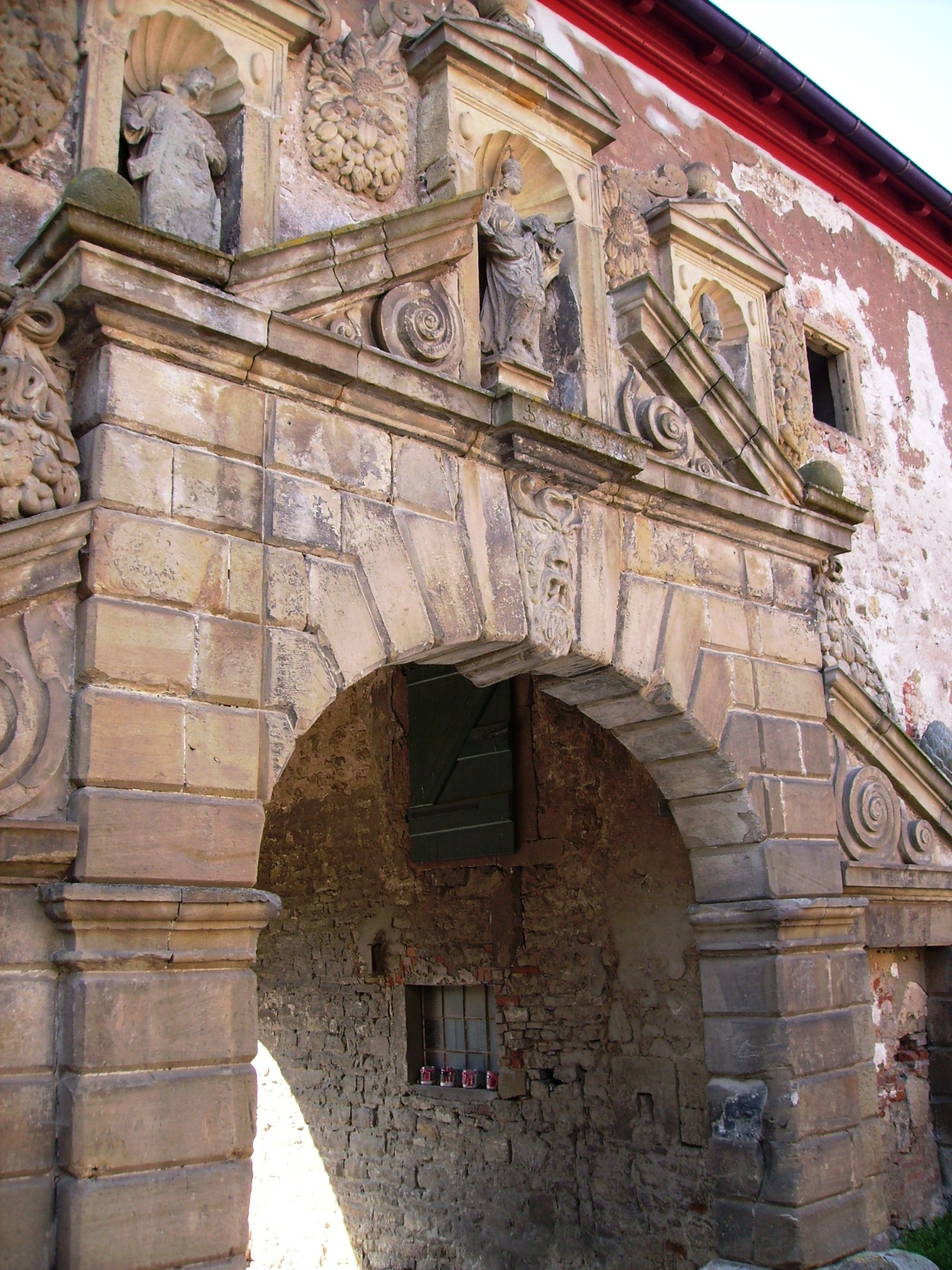
Portail d'entrée

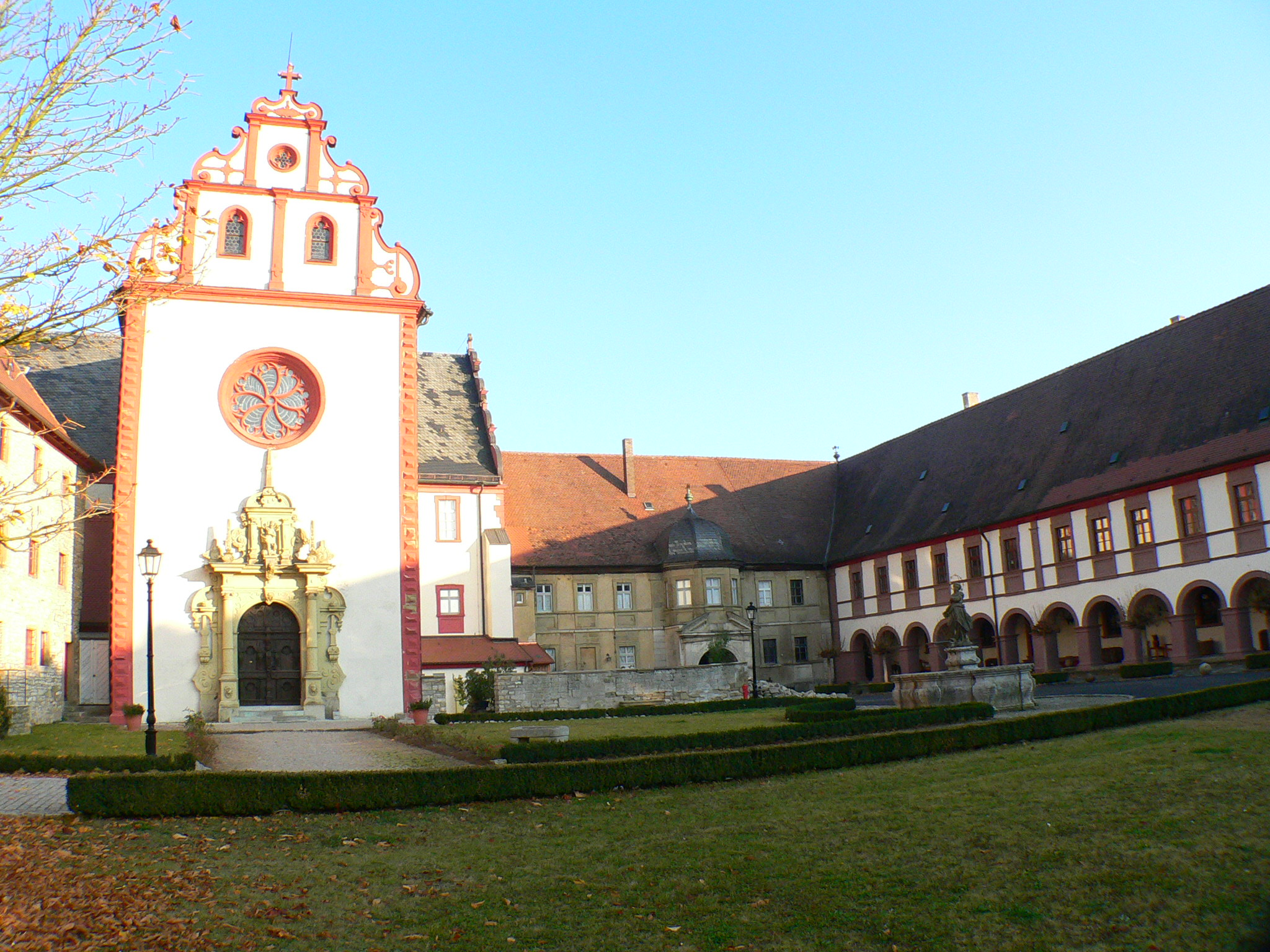
Église conventuelle

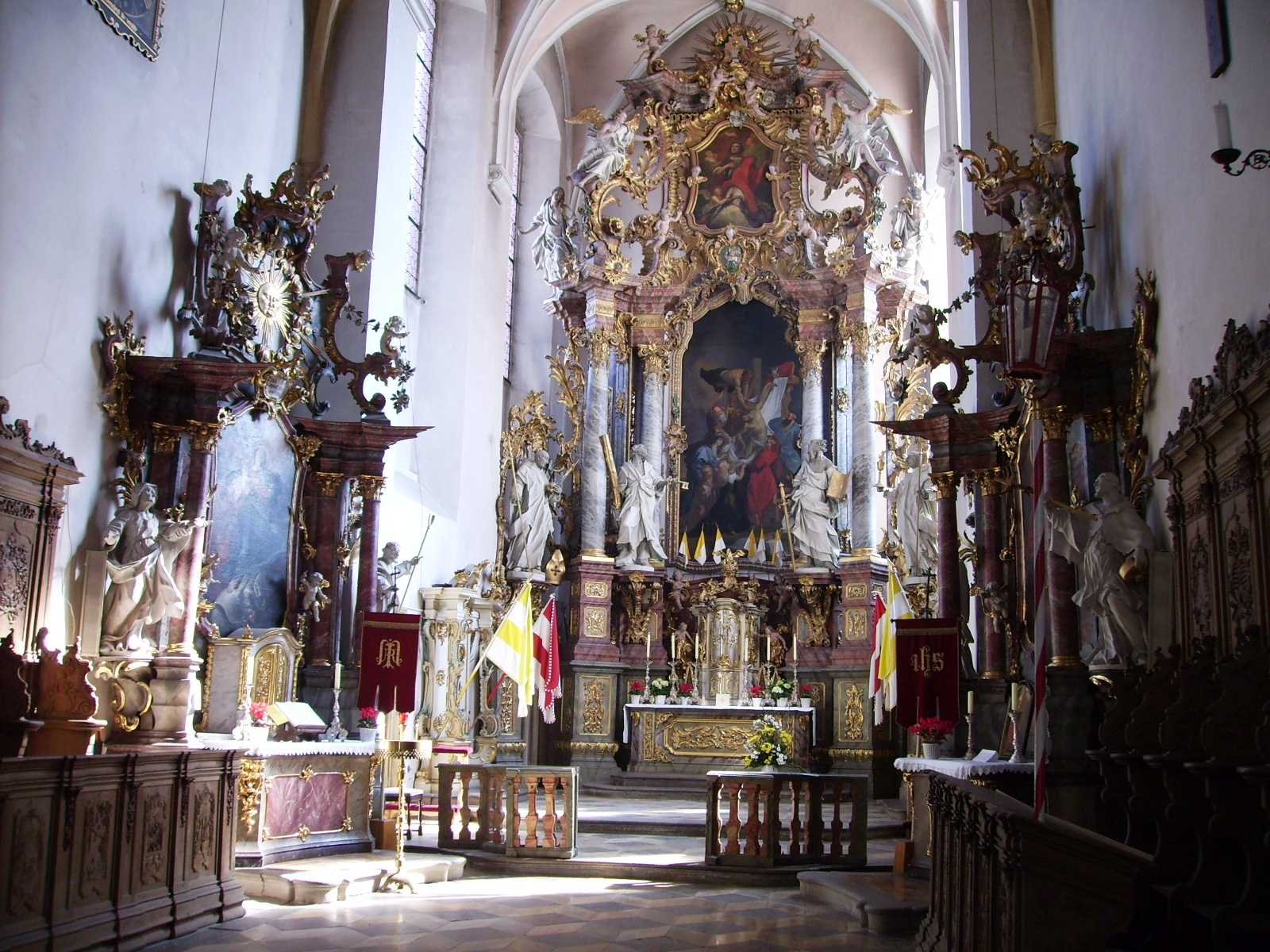
Chœur

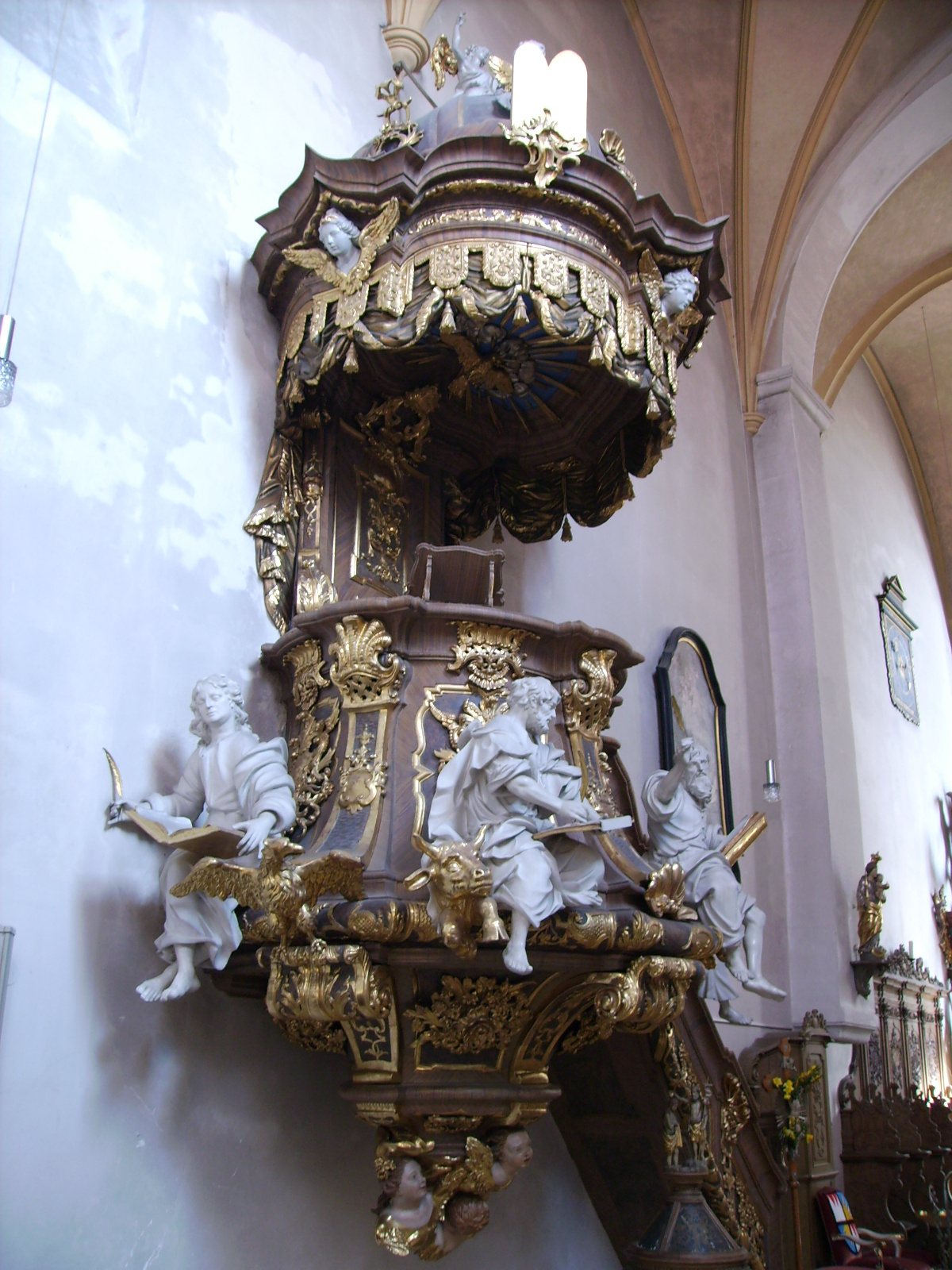
Chaire de 1720

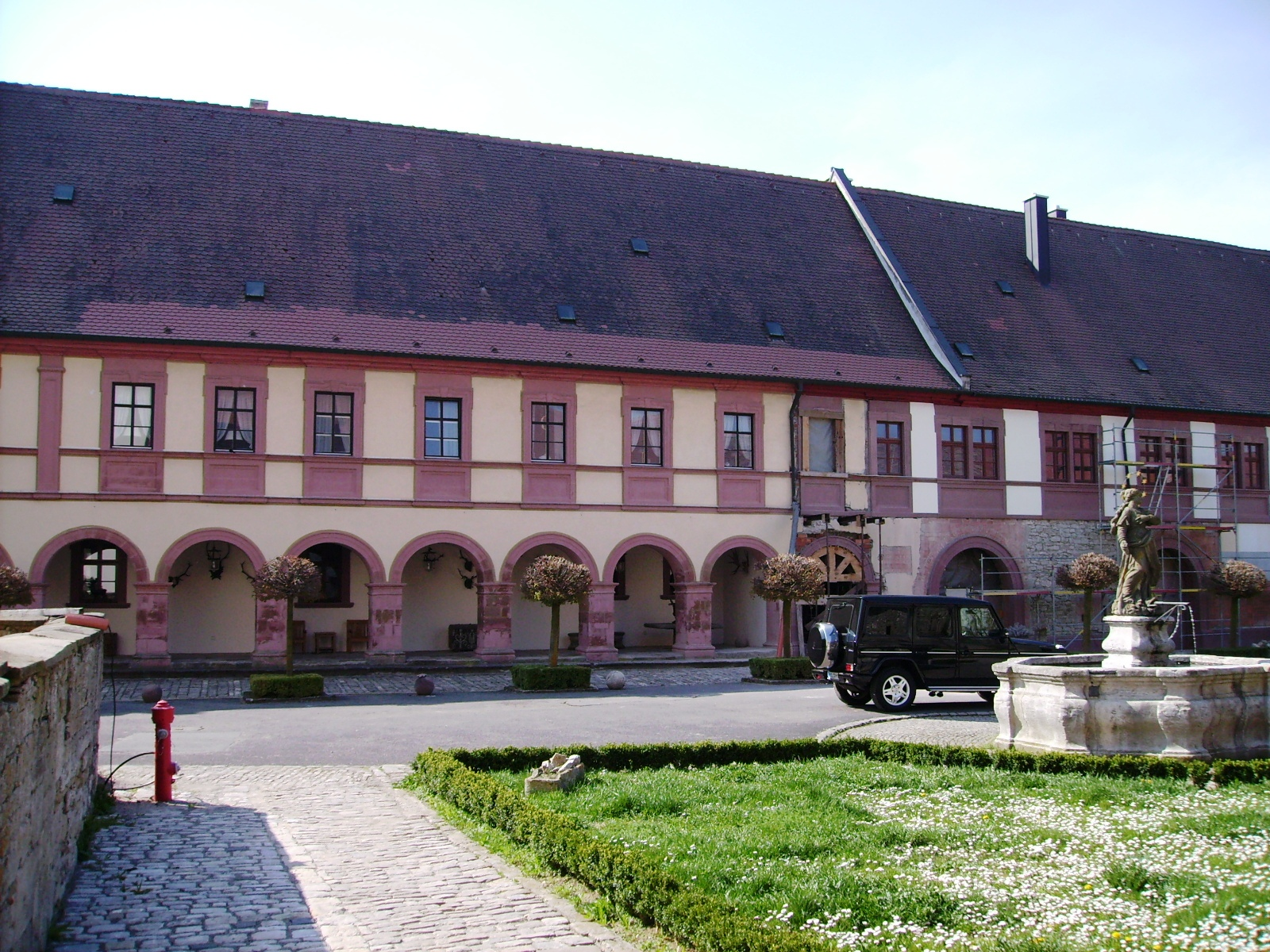
Ancienne chartreuse

### Moyen Âge central
Une chronique de Liège mentionne vers 1050 un pèlerinage vers la colline dédiée à saint Lambert située à Tückelhausen. L'on peut encore distinguer des restes de la chapelle Saint-Lambert avec son portail roman dans une ferme adjacente à l'escalier menant du village à la vallée du Thierbach.

### Prémontrés
Des seigneurs dont le nom ne nous est pas parvenu fondent un double monastère de prémontrés (en partie pour des religieux et en partie pour des religieuses) un peu avant 1139, avec le soutien de l'évêque Othon de Bamberg. Les religieuses se déplacent en 1144 au couvent de Lochgarten près de Bad Mergentheim, situé à une vingtaine de kilomètres du Mont-Saint-Lambert. Le monastère doit faire face à des difficultés matérielles importantes à cause d'un équipement insuffisant. Les religieux de chœur, qui appartenaient à la noblesse locale, défendent aussi leur indépendance face aux prétentions de l'abbaye d'Oberzell. En 1305, des religieuses en provenance de l'abbaye de Michelfeld près de Kitzingen sont intégrées à Tückelhausen. Deux ans plus tard, en 1307, les chanoines prémontrés qui demeuraient au monastère sont déplacés vers Oberzell pour des raisons de discipline et il ne reste ainsi plus que des religieuses au monastère du Mont-Saint-Lambert lui-même. En 1349, le monastère est supprimé.

### Chartreux
Le monastère est acheté en 1349 par le doyen de la cathédrale de Wurtzbourg, Eberhard von Riedern, afin d'y installer une chartreuse; mais ce n'est seulement qu'après sa mort que les chartreux prennent possession en 1351 du domaine et du monastère qui devient la cella salutatis. Leur vie est partagée entre de durs labeurs physiques et de nombreux temps de prières et d'offices liturgiques. Dans la seconde moitié du XIVe siècle, la chartreuse connaît de grands travaux afin que chaque moine puisse disposer de sa propre cellule (c'est-à-dire d'une maisonnette avec jardinet ; elle est composée d'un espace pour prier, un espace pour dormir et un espace pour travailler) pour mieux suivre les statuts de cet ordre semi érémitique et semi cénobitique. Les cellules sont disposées le long de côtés formant un cloître. Les moines se rassemblent à l'église pour les vigiles qui ont lieu au milieu de la nuit et pour les matines, puis pour la messe de l'aube et enfin pour les vêpres. Ils passent le reste du temps dans la solitude. Les chartreux réaménagent l'église : le transept (sud et nord) est séparé de la nef de l'église afin de construire un oratoire, la salle du chapitre, les archives et la bibliothèque. Les moines consacrent leur temps d'étude à se plonger dans l'Écriture Sainte et à recopier des manuscrits de la Bible, de théologie, de philosophie, etc. Des moines de Tückelhausen fondent la chartreuse d'Ilmbach au milieu du XVe siècle.

### Dévastations et guerres
La guerre des Paysans de 1525, suivie de la guerre des Margraves en 1522, provoquent des destructions et des pillages. La chartreuse est entourée de remparts de défense en 1561. Ensuite la Réforme protestante provoque le départ de la communauté de plusieurs chartreux. Au début du XVIIe siècle, la chartreuse connaît à nouveau une période de consolidation. L'église est refaite dans le style maniériste entre 1613 et 1616. Mais la guerre de Trente Ans, extrêmement dévastatrice pour l'Allemagne, vient bientôt frapper le monastère qui est pillé par les Suédois, puis en 1673 par les Français.

### XVIIIesiècle
L'année 1694 marque le début de la reconstruction et de la réparation des dommages qui durent plusieurs années. Ce sont d'abord les parties servant à la vie économique et matérielle qui sont réparées, puis un nouvel édifice pour le prieur et son administration est construit, et enfin une aile servant à l'accueil des hôtes (appelés « étrangers » dans les statuts). Par la suite, un grand chai est bâti pour la production du vin dont le vignoble se trouve dans la vallée du Thierbach. Une chaire remarquable de style baroque est réalisée pour l'église en 1720, tandis que le nouveau maître-autel rococo est élaboré au milieu du XVIIIe siècle, ainsi que les stalles du chœur. Le maître-autel est l'œuvre de l'atelier wurtzbourgeois du sculpteur Johann Wolfgang von der Auwera.

### Sécularisation
La Bavière est frappée au début du XIXe siècle par des lois de sécularisation qui confisquent leurs biens aux ordres et congrégations catholiques. La chartreuse est donc supprimée en 1803 et ses moines dispersés. L'église conventuelle devient une simple église paroissiale et la majeure partie des bâtiments du monastère sont acquis par des personnes privées.

## Musée des Chartreux
Le curé Robert Rakowitz ouvre en 1991 un musée des Chartreux (Kartäusermuseum) dans une partie de l'ancienne cure. Le diocèse de Wurtzbourg gère ce musée depuis 1997. Le musée donne un aperçu de la vie des moines et l'idée de ce qu'était une grande chartreuse franconienne. Des maisonnettes de moine (cellules) ont été ainsi reconstruites et la salle capitulaire a été restaurée avec le cloître. L'ancienne bibliothèque abrite aujourd'hui des expositions d'art.

## Source de la traduction
- (de) Cet article est partiellement ou en totalité issu de l’article de Wikipédia en allemand intitulé « Kloster Tückelhausen » (voir la liste des auteurs).